# Magda Jagodzińska
Magda Jagodzińska est une joueuse polonaise de volley-ball, née le 10 janvier 1989. Elle mesure 1,86 m et joue au poste de réceptionneuse-attaquante. 

## Clubs
| Club                    | De        | À         |
| ----------------------- | --------- | --------- |
| UKS Victoria Włoszczowa |           | 2003-2004 |
| SMS PZPS Sosnowiec      | 2004-2005 | 2007-2008 |
| AZS AWF Poznań          | 2008-2009 | 2008-2009 |
| Eliteski AZS UEK        | 2009-2010 | 2010-2011 |
| Wisła Cracovie          | 2011-2012 | 2012-2013 |
| KS Developres Rzeszów   | 2013-2014 | 2015-2016 |
| KS Pałac Bydgoszcz      | 2016-2017 | 2016-2017 |
| WTS Solna Wieliczka     | 2017-2018 | 2017-2018 |
| BKS Stal Bielsko-Biała  | 2018-2019 | 2018-2019 |
| MKS Jarosław            | 2019-2020 | …         |